# دیمیا واکر
دیمیا واکر (انگلیسی: DeMya Walker؛ زادهٔ ۲۸ نوامبر ۱۹۷۷) بازیکن بسکتبال اهل ایالات متحده آمریکا است.
وی در مسابقات کشوری و بین‌المللی در مجموع برندهٔ ۱ مدال برنز شده‌است.